# Juan de Arellano

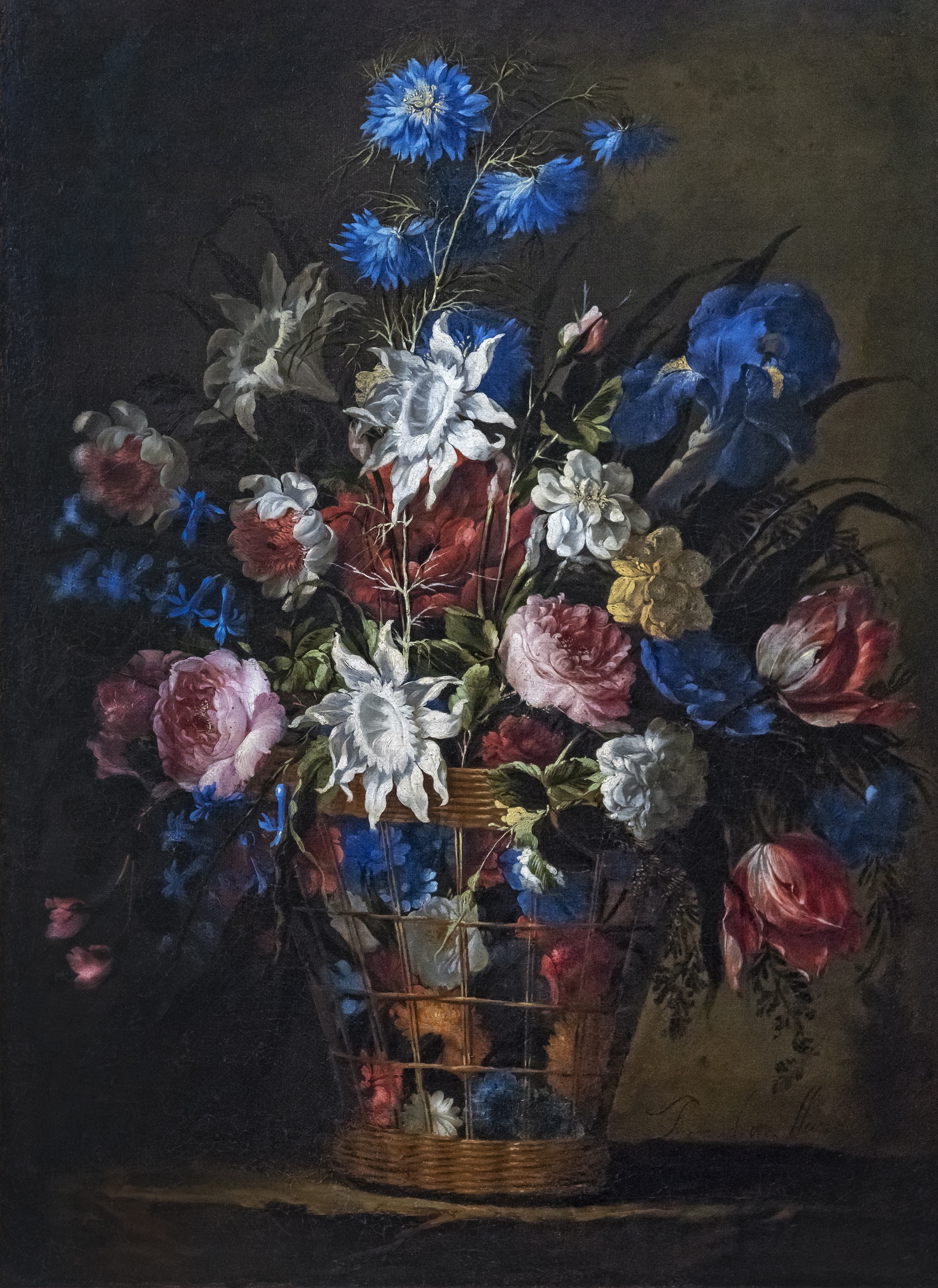
Panier de fleurs,
Musée des Beaux-Arts de Carcassonne.

Juan de Arellano, né à Santorcaz, près de Madrid, le 3 août 1614, mort à Madrid le 13 octobre 1676, est un peintre espagnol de l'époque baroque spécialisé dans les natures mortes florales.

## Biographie
Juan de Arellano est un élève de Juan de Solis.
Il a rencontré un certain succès dans les tableaux de composition et s'est spécialisé dans la peinture de fleurs où il a rencontré une grande vogue, étant considéré comme exceptionnel dans ce domaine. Selon l'un de ses collègues, il a décidé de se concentrer exclusivement sur les peintures florales car elles offraient plus de rémunération tout en nécessitant moins de travail.
Ses premières œuvres dérivent des modèles flamands avant d'être inspiré par les modèles italiens, surtout Mario Nuzzi, avant d'acquérir une véritable personnalité qui a inspiré quelques disciples, comme José de Arellano, son fils, actif en 1670 et 1705, et Bartolomé Pérez (1634-1693), son gendre.

## Œuvres
Certaines des pièces les plus célèbres d'Arellano incluent Bouquet de fleurs (vers 1660) et Guirlande de fleurs, d'oiseaux et de papillons, actuellement exposées au musée du Louvre. Il a également peint pour la sacristie de l'église Saint-Jérôme-le-Royal de Madrid. Le musée du Prado abrite certaines de ses œuvres intéressantes. Un autre ensemble intéressant de natures mortes est exposé à l'Académie royale des Beaux-Arts Saint-Ferdinand et un splendide Vases devant un Miroir est conservé au musée des Beaux-Arts de La Corogne. Une nature morte particulièrement ambitieuse appartient au musée des Beaux-Arts de Bilbao. Le Musée Cerralbo conserve un Concert d'oiseaux avec des fleurs et un autre lui est attribué au musée du romantisme (Madrid).
- Vase de fleurs (première moitié du XVIIe siècle)
- Nature morte avec un panier de fleurs (vers 1650), Musée des Beaux-Arts de Bilbao
- Fleurs dans un vase (1650)
- Guirlande de fleurs, Oiseaux et Papillon (vers 1650-1670), musée du Louvre, Paris
- Nature morte avec fleurs (vers 1650-1670)
- Fleurs sur un panier sur un socle - deux images (1664)
- Vase de fleurs - deux images (1664)
- Vase de fleurs - image différente (1668)
- Panier de fleurs (entre 1668 et 1670)
- Panier de fleurs (1670), Musée du Prado, Madrid
- Petit Panier de fleurs (1671)
- Panier de fleurs ; Musée des Beaux-Arts de Carcassonne[9]
- Panier de fleurs (entre 1671 et 1673)